# Tantilla nigra
Tantilla nigra este o specie de șerpi din genul Tantilla, familia Colubridae, descrisă de Boulenger 1914. Conform Catalogue of Life specia Tantilla nigra nu are subspecii cunoscute.